# Petter Belsvik
Petter Belsvik (Lillehammer, 2 ottobre 1967) è un allenatore di calcio ed ex calciatore norvegese, di ruolo attaccante, tecnico del Larvik Turn.

## Carriera

### Giocatore

#### Club
Belsvik iniziò la carriera con la maglia del Lillehammer (che poi cambiò il nome in Faaberg). In seguito, vestì le maglie di Molde, HamKam e Start. Proprio quando fu sotto contratto con lo Start, fu ceduto in prestito prima ai danesi dello Aalborg e poi agli inglesi del Southend United.
Giocò poi nello Stabæk (con un periodo in prestito all'Austria Vienna) e nel Rosenborg. Nel 2001, passò al Vålerenga e nel 2003 al Lillestrøm, con cui chiuse la carriera.

### Allenatore
Dopo il suo ritiro dal calcio giocato, Belsvik diventò prima assistente allo Stabæk (dal 2004 al 2008) ed in seguito del Lillestrøm. Dopo l'esonero di Henning Berg, al Lillestrøm, divenne tecnico della squadra assieme a Magnus Powell, fino al termine della stagione. Il 2 gennaio 2012 fu presentato come nuovo allenatore dello Stabæk. Alla fine della stagione, la squadra retrocesse; Belsvik restò però in carica e condusse lo Stabæk all'immediata promozione. Il 20 novembre 2013, lo Stabæk comunicò sul proprio sito la decisione di separarsi da Belsvik, a causa di alcune divergenze. Il 23 novembre, venne ufficializzato il suo ingaggio al Fram Larvik, legandosi con un contratto valido a partire dal 1º gennaio 2014.

## Palmarès

### Giocatore

#### Club
- Campionato norvegese: 2

Rosenborg: 2000, 2001
- Norgesmesterskapet: 1

Stabæk: 1998